# Paralaea tasima
Paralaea tasima là một loài bướm đêm trong họ Geometridae.